# نبرد سنتونژه
جنگ سنتونژه یک درگیری فئودالی بود که بین سالهای ۱۲۴۲ و ۱۲۴۳ روی داد. هیو دهم لوسیانان با حمایت ریموند هفتم از تولوز و هنری سوم انگلستان با نیروهای کاپتی حامی برادر لوئی نهم فرانسه، آلفونس، کنت پواتیه مخالفت کرد.
دومی امیدوار بود که دارایی‌های از دست رفته در دوران سلطنت پدرش را بازپس گیرد. سنتونژه، منطقه اطراف سنت، شرانت-ماریتیم در مرکز غربی فرانسه است و جایی است که بیشتر درگیریها در آن رخ داده‌است.
این درگیری به این دلیل به وجود آمد که دست‌نشاندگان لوئی در پوآتیه از اینکه برادرش آلفونس به عنوان کنت پوآتیه منصوب شده بود، ناراضی بودند و ترجیح دادند این عنوان به برادر پادشاه انگلستان، یعنی ریچارد، نخستین ارل کورنوال برسد. در مقابل، فرانسوی‌ها قاطعانه نیروهای انگلیسی و شورشی را در نبرد تیلبورگ شکست داده و در محاصره سنتونژه به این درگیری پایان دادند. لوئی بیشتر تولوزیان را سرکوب کرد تا تسلیم شوند. او گوین را به عنوان یک حرکت نجیبانه و به دنبال صلح بیشتر به هنری بازگرداند تا بتواند به جنگ صلیبی برود. این نبرد آخرین درگیری بزرگ بین انگلیسی‌ها و فرانسوی‌ها تا زمان جنگ انگلیس و فرانسه بین سال‌های ۱۲۹۴ تا ۱۳۰۳ میلادی بود.
جنگ پایان امیدهای هنری برای بازگرداندن امپراتوری از دست رفته آنژوین در زمان پدرش پادشاه جان یکم را اعلام کرد و بذرهای دومین نبرد بارون‌ها را در انگلستان به دلیل اتلاف بودجه و نارضایتی فزاینده در میان بارون‌ها نسبت به شاه، به خاطر آنچه از دیدگاه آنها شیوه‌های ظالمانه او بود (بخ دلیل نادیده گرفتن منشور کبیر)، و برای بی‌کفایتی او در جنگ را پاشید.

## یک شورش فئودالی
منشأ این قسمت از زمینه جنگ صدساله، که بین فرانسه و انگلیس رخ داد، در شورش بارون پوآتیه، هیو دهم، لرد لوسیانان بود. منشأ این درگیری از مصادره اراضی جان، پادشاه انگلستان در فرانسه، به ویژه در پوآتیه، توسط پادشاه فیلیپ دوم، پادشاه فرانسه سرچشمه گرفت. اگرچه ریچارد، ارل کورنوال، دومین پسر جان و برادر بزرگ هنری سوم، پس از مرگ جان، جانشینش در پواتیه به‌شمار می‌رفت، اما این فقط اسمی بود. لوئی هشتم، پادشاه فرانسه، پسر فیلیپ اوتوس، در عوض این عنوان را به دومین پسر بزرگ خود، آلفونس دو پواتیه، منتقل کرده بود. آلفونس تا سن ۱۸ سالگی اجازه نداشت که سلطنت خود را تصاحب کند، که در سال ۱۲۴۰ انجام داد. در ژوئن ۱۲۴۱، لوئی نهم پادشاه فرانسه و پسر لوئی هشتم، دادگاه عمومی در سامور در آنژو برگزار کرد و اعلام کرد که برادرش، آلفونس، پس از رسیدن به سن، آماده بود تا این عنوان را در اختیار بگیرد در آن مناسبت، آلفونس ادای احترام اربابان استان را دریافت کرد، که حتی توسط قدرتمندترین آنها، هیو دهم لوسیانان، اعطا شد.
هیو دارای چندین سرزمین در پوآتیه بود، از جمله قلعه خانوادگی‌اش در لوسیانان، قلعه مونترال بونین و مهمتر از همه، کنت‌نشین لامارشه. لوزینیان سنت طولانی خودمختاری در قلب آکیتن، دور از پایتخت‌های متوالی پادشاهی‌های فرانسه و انگلستان داشت؛ بنابراین، لوسیانان‌ها پذیرای اقتدار کاپتی در منطقه نبودند. ایزابلای انگولیم، مادر هنری و ریچارد، و اکنون همسر هیو، به‌ویژه از اینکه پسرش رسماً عنوانی را که اسماً داشت دریافت نکرده بود، ناامید بود. هیو، همراه با تعدادی دیگر از اربابان پوآتیه، نمی‌توانست از دست دادن خودمختاری خود را در مقابل قدرت و نفوذ خانواده سلطنتی کاپتی که به‌طور فزاینده‌ای در حال رشد بود، بپذیرد، و به این ترتیب اشراف پوآتیه کنفدراسیونی را علیه خاندان کاپتی تشکیل دادند. نقطه شروع درگیری در زمان کریسمس در سال ۱۲۴۱ بود، زمانی که هیو دهم، بدون شک به تحریک ایزابل، با امتناع از وفاداری، به کنت جدید پواتیه در کاخ خود توهین کرد. ریموند هفتم، کنت تولوز نیز در پی جبران معاهده پاریس در سال ۱۲۲۹ (که به جنگ صلیبی کاتاری پایان داد)، که تحت شرایط آن بیشتر سرزمین‌های خود را از دست داده بود، نیز به بارون‌های شورشی پیوست، اما برای مدتی در جنگ شرکت نکرد.

## واکنش کاپتی‌ها
بلافاصله خاندان کاپتی واکنش نشان دادند. در ۵ ژانویه ۱۲۴۲، کنت آلفونس از پواتیه، اشراف پوآتیه را در چینون برای عید پاک فرا خواند. اربابان وفادار و دیگرانی که وفاداری کمتری داشتند، اما دشمنان لوسیانان بودند، به درخواست پاسخ دادند. اگرچه مادرش بلانش کاستیا پیش از این با قیام‌های بارونی مقابله کرده بود و از سال ۱۲۲۶ به امور سلطنتی با عنوان "baillistre" (محافظ وارث در قوانین فئودالی) ادامه داد، لوئی نهم تصمیم گرفت به کمک او برود. او به همراه برادرش و به زور کنترل کنت‌نشین لا مارش را به دست گرفت. در آوریل، لوئی نیرویی را در Chinon جمع‌آوری کرد که برخی از معاصران آن را حدود ۵۰۰۰۰ نفر تخمین زدند. در ۹ می، او به قلعه مونترویل-بنین، قلعه لوسیانان لشکرکشی کرد. پس از تصرف انبوهی از قلعه‌های شورشی، او به سمت ساینتس حرکت کرد. در ۲۰ می، هنری و ریچارد از پورتسموث به رویان رفته و به اشراف شورشی فرانسوی پیوسته و ارتشی را تشکیل دادند که احتمالاً حدود ۳۰۰۰۰ نفر بود. دو پادشاه نامه‌هایی را رد و بدل کردند، اما آنها چیزی را حل نکردند. هنری قصد داشت قلمروی امپراتوری آنژوین پیشینیان خود را به دست آورد، بر این اساس که عنوان کنت پوآتیه هنوز به برادرش، ریچارد تعلق داشت. این اولین جنگی نبود که هنری در فرانسه به راه انداخته بود، زیرا قبلاً در سال ۱۲۳۰ لشکرکشی به فرانسه را رهبری کرده بود. با این حال، هنری متقاعد شده بود که هیو حمایت لازم را برای معکوس کردن نتایج ضعیف جنگ گذشته ارائه خواهد کرد. در حالی که فتح نواحی پایین پوآتیه را تکمیل می‌کرد، در ۱۶ ژوئیه به لوئی نهم اعلان جنگ داد. در ۲۰ ژوئیه، ارتش فرانسه به تالبورگ رسید، جایی که درگیری اجتناب ناپذیر رخ داد.

## نبرد تیلبورگ

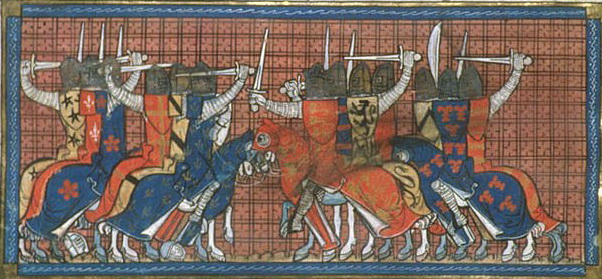
نبرد بین فرانسوی‌ها (لوئی نهم) و انگلیسی‌ها (هنری سوم). (کتابخانه بریتانیا، Royal 16 G VI f. 399)

هنری تا اواسط ژوئیه به سمت تونای چارنت پیشروی کرد و لوئی به سنت جان آنگلی، درست در شمال تیلبورگ نقل مکان کرد، جایی که ارتش‌ها قصد داشتند به آن برسند. پلی بر روی رودخانه شرانت، واقع در کمون تیلبورگ بود. هنری و هیو ارتش خود را در نزدیکی دهکده Saint-James در ساحل غربی رودخانه مستقر کردند و در میدان همسایه اردو زدند، در حالی که لوئی در قلعه مستحکم جفری لانکن، ارباب تیلبورگ استقبال شد. هنری تصمیم گرفت یک گارد پیشرو برای محافظت از ساحل چپ پل تیلبورگ بفرستد، حرکتی که منجر به برخورد شدید با تعدادی از نیروهای فرانسوی در ۲۱ یا ۲۲ ژوئیه شد. لوئی تصمیم گرفت این درگیری را دنبال کند و با کل ارتش فرانسه یک حمله کامل را آغاز کرد. حملات تهاجمی فرانسوی‌ها تا آخر آن روز ادامه داشت و پادشاه انگلیس به همراه بارون‌های شورشی به جنوب به شهر سنت، شرانت-ماریتیم گریخت. یک جنگ سنگین و طولانی در شمال سنت، شرانت-ماریتیم رخ داد، اما انگلیسی‌ها به شکلی قطعی شکست خوردند. لوئی مردان نسبتاً کمتری را نسبت به ارتش انگلیس از دست داد، اما مجبور شد با اپیدمی اسهال خونی روبرو شود که ارتش او را ویران کرد. این امر لوئی و افرادش را مجبور کرد تا اوت به پاریس بازگردند.

## محاصرهسنت، شرانت-ماریتیم
در ۲۲ یا ۲۳ ژوئیه ارتش فرانسه شهر سنت، شرانت-ماریتیم را محاصره کرد.
هنری متوجه شد که هیو آنقدر که قبلاً ادعا می‌کرد از حمایت برخوردار نیست و به بوردو عقب‌نشینی کرد. اندکی بعد، شهروندان کلید شهر را به لوئی تحویل دادند.

## قطعنامه شورش در فرانسه
هیو با درک اینکه پس از محاصره سنت، شرانت-ماریتیم در موقعیت ناامیدکننده‌ای قرار داشت، در ۲۴ ژوئیه تسلیم لوئی شد. حل و فصل شورش فئودالی برای هیو ویرانگر بود. قلعه‌های پوآتیه او توسط آلفونس مصادره، مسلح شده و فروخته شد. او بیشتر خود را تحقیر کرد و با گریه نزد لوئی آمد و با همسر و سه پسرش در برابر او زانو زد و طلب بخشش کرد. دخترش ایزابل لوسیانان در سال ۱۲۵۰ با دشمنش جفری رانکن ازدواج کرد که قلعه او را با جهیزیه بازسازی کرد.
تنها در هنگام عقب‌نشینی نیروهای انگلیسی و شورشی بود که ریموند تولوز مبارزات خود را علیه پادشاه آغاز کرد. او توانست در ماه اوت شهرهای ناربون و آلبی را تصرف کند متأسفانه برای ریموند، راجر چهارم، کنت فوکس و دست‌نشانده ریموند، سرسختانه در برابر تلاش‌های جنگی او با جنگیدن خود با ریموند و تسلیم شدن فقط به پادشاه مقاومت کردند. این به لوئی فرصت داد تا ارتشی را سازماندهی کند و آن را به دو قسمت تقسیم کند تا شهرهای تسخیر شده را پس بگیرد. در ۳۰ نوامبر، جنگ با پادشاه به پایان رسید. جنگ با راجر تا ژانویه ۱۲۴۳ ادامه یافت و با شکست دیگری برای ریموند به پایان رسید. ریموند تحت انقیاد مجبور شد دو شهری را که تصرف کرده بود رها کند و در ازای عفو پادشاه در مونترگیس قول داد با کاتار بدعت مبارزه کند.

## محاصره لا روشل
هنری در آخرین تلاش ناامیدانه برای جلوگیری از تصرف کامل زمین‌های خود در آکیتن و گاسکونی محاصره‌ای را در شهر بندری لا روشل از طریق دریا ترتیب داد تا تمرکز نیروهای فرانسوی را از راهپیمایی بیشتر به سمت جنوب منحرف کند. محاصره تا حد زیادی ناموفق بود، زیرا نتیجه جنگ از قبل مشخص شده بود. هنری بیشتر به دنبال متحدان جدید بود. در ژانویه ۱۲۴۳، هنری نامه‌ای به فردریک دوم، امپراتور مقدس روم فرستاد، که قبلاً از او درخواست اتحاد کرده بود و پایان امیدهای خود را برای پس گرفتن اموالش در فرانسه و اتحاد اعلام کرد. در ۱۲ مارس، هنری مجبور شد از لوئی درخواست آتش‌بس پنج ساله کند. .

## فرانسه و انگلیس صلح می‌کنند

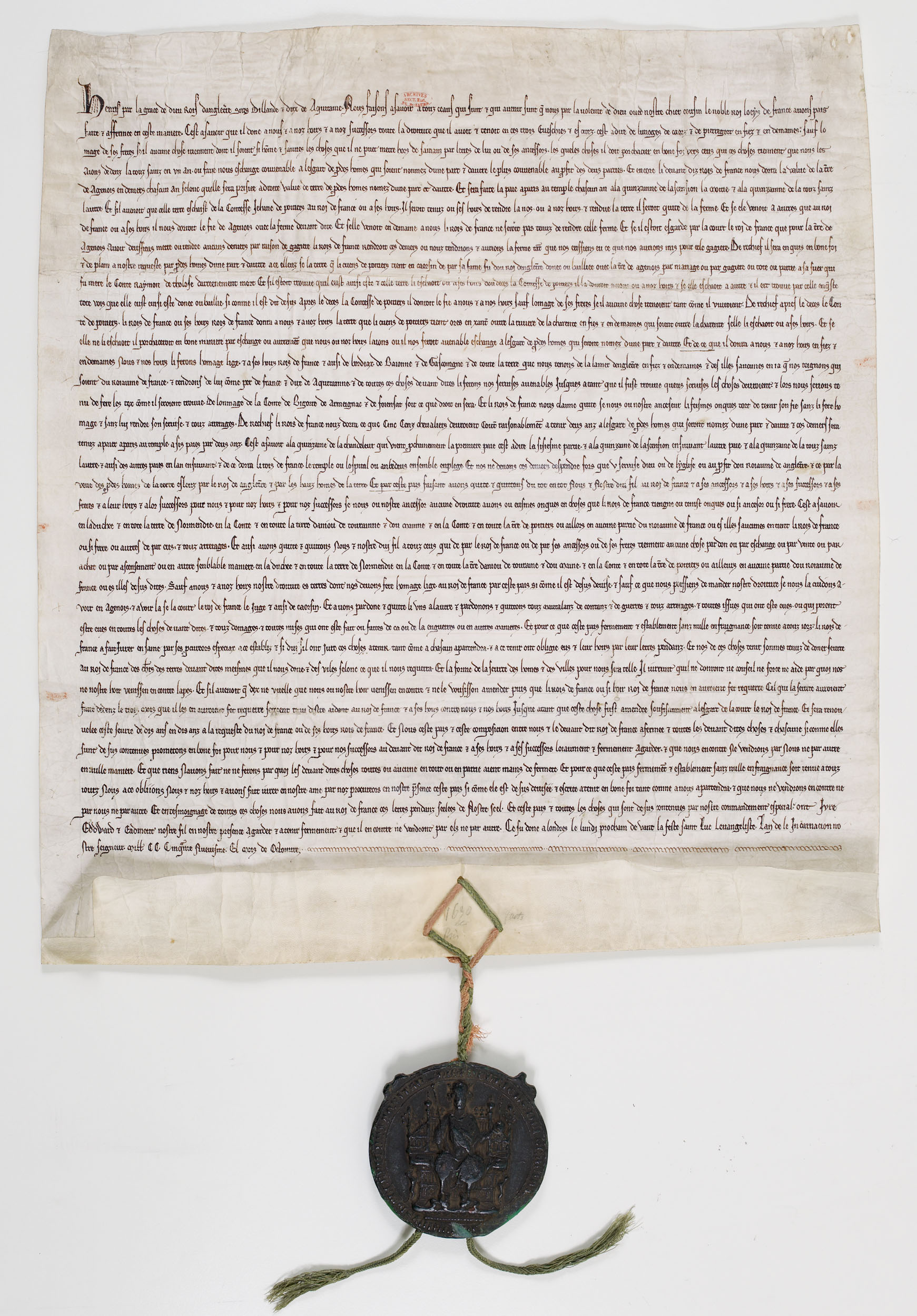
معاهده پاریس که در ۱۳ اکتبر ۱۲۵۹ در لندن توسط هنری سوم پادشاه انگلستان و لوئی نهم پادشاه فرانسه به تصویب رسید و با مهر هنری سوم در موم سبز بر روی طناب‌های ابریشمی قرمز و سبز مهر و موم شد.

آتش‌بس در ۱ اوت در پنس امضا شد. در ۴ دسامبر ۱۲۵۹ در میان تهدید دومین نبرد بارون‌ها در انگلستان، صلح در پاریس منعقد شد. در ابتدا، هنری حاضر نشد از حقوق قلمروی اجدادش در فرانسه چشم پوشی کند، با این حال، لوئی گوئین را به هنری بازگرداند، زیرا فکر می‌کرد که این حرکت نجیب او به مدت طولانی صلح و ماندگارتر با انگلیس را تضمین می‌کند، زیرا او بیشتر به این موضوع فکر می‌کرد. در سال ۱۲۴۸ به جنگ صلیبی هفتم ادامه داد. با امضای این معاهده، لوئی و هنری به درگیری صد ساله بین دودمان کاپتی و دودمان پلانتاژنه در مورد زمین‌هایی که هنری دوم به ارث برده بود و توسط فیلیپ اوتوس فرانسه فتح شد، پایان دادند. با این متن، هنری سوم از ادعاهای خود در مورد نورماندی، آنژو، تورن، مین و پوآتیه چشم پوشی کرد. در عوض لوئی نهم مبلغ لازم را برای نگهداری ۵۰۰ شوالیه به مدت دو سال به اضافه درآمد Agenais و قلمروهای او در اسقف‌های لیموژ، کئور و پریگو به او داد. در ۱۰ فوریه ۱۲۵۹، این معاهده برای اولین بار توسط ریچارد کورنوال تصویب شد. در ۱۷ فوریه، در وست مینستر توسط دادستان‌ها به نام پادشاه، و تا ۴ دسامبر، سیمون دو مونتفورد، ششمین ارل لستر و النور انگلستان، به تصویب رسید. سرانجام هنری در ۴ دسامبر وارد فرانسه شد تا به لوئی ادای احترام کند و بدین ترتیب به‌طور نمادین به رقابت پایان داد. پس از آن، دوستی غیرمنتظره و پر جنب و جوشی بین دو پادشاه به وجود آمد تا جایی که مدتی بعد، لوئی فیلی را که سلطان مصر به او داده بود، به هنری پیشنهاد کرد: او نیز به عنوان رئیس فئودال هنری، یک منشور را تصویب کرد که مقررات آکسفورد را لغو کرد، و خود را به عنوان حامی قاطع حقوق سلطنتی در انگلستان اعلام کرد.